# Энгербал
Энгербал (мар. Эҥерӱмбал) — деревня в Мари-Турекском районе Республики Марий Эл. Входит в состав городского поселения Мари-Турек.

## География
Находится в восточной части республики Марий Эл у северо-западной окраины районного центра посёлка Мари-Турек.

## История
Известна с 1930 года, когда в деревне проживали 137 марийцев и 30 русских. В 1979 году население деревни составило 107 человек. В 2000 году здесь было 98 дворов. В советское время работали колхозы «КИМ», имени Мосолова, имени Ленина и «Знамя».

## Население
Население составляло 475 человек (мари 59 %) в 2002 году, 675 в 2010.